# 五味まちと
五味 まちと（ごみ まちと）は、日本の漫画家。

## 人物
影響を受けた漫画は『うえきの法則』。好きな言葉は「幸せが似合わない人なんていない」。好きなお笑い芸人はチョコレートプラネット。

### ポケモンについて
「ポケットモンスター 赤・緑」からゲームを全シリーズ制覇している。今までで一番ハマったゲームは「ポケットモンスター オメガルビー・アルファサファイア」。人生最大の謎は「ディグダの地面から下」だという。

## 作品リスト

### 漫画作品
- ばけじょ! 〜妖怪女学園へようこそ〜（『サンデーうぇぶり』2017年10月2日[7] - 2018年8月20日） - 単行本には途中まで収録。
- ミュウツーの逆襲 EVOLUTION（『月刊コロコロコミック』2019年6月号・7月号別冊付録）
- ポケットモンスター ミュウツー! 我ハココニ在リ（『別冊コロコロコミック』2019年8月号）
- ポケットモンスター 〜サトシとゴウの物語！〜（『月刊コロコロコミック』2019年12月号 - 2021年11月号）

### 書籍
小学館〈サンデーうぇぶりSSC〉
- ばけじょ! 〜妖怪女学園へようこそ〜（2018年刊、全2巻）
  1. 2018年3月12日発売[8]、ISBN 978-4-09-128115-9
  2. 2018年7月12日発売、ISBN 978-4-09-128407-5

小学館〈てんとう虫コミックススペシャル〉
- ミュウツーの逆襲 EVOLUTION（2019年7月12日発売、ISBN 978-4-09-143060-1[9]））
- ポケットモンスター ミュウツー! 我ハココニ在リ（2019年7月12日発売、ISBN 978-4-09-143068-7[10]）
- ポケットモンスター 〜サトシとゴウの物語！〜（2020年 - 2021年、全4巻）
  1. 2018年3月12日発売[11]、ISBN 978-4-09-143199-8
  2. 2021年2月26日発売[12]、ISBN 978-4-09-143270-4
  3. 2021年7月28日発売[13]、ISBN 978-4-09-143318-3
  4. 2021年11月26日発売[14]、ISBN 978-4-09-143353-4